# Schmeerbrei
Als Schmeerbrei wird noch heute eine traditionelle Speise aus dem Bergischen Land (Nordrhein-Westfalen) bezeichnet, die besonders zur Zeit des Zweiten Weltkrieges verbreitet war. Sie wurde über Jahrhunderte hinweg in Zeiten der Not und von armen Menschen aus Mehl, Ei und Milch und ggf. Speck hergestellt. Zum Teil wird das Gericht auch als Schmierbrei oder Wischebrie bezeichnet.

## Geschichte
Ursprünglich wurde die Mahlzeit – wie auch die bergischen Waffeln – aus Hafermehl anstelle Weizenmehl bereitet, das ihr einen kernigen Geschmack verlieh. Der Schmierbrei zeichnet sich durch einen besonders hohen Anteil an Milch aus. Auf heißer Flamme wird die Mischung so lange gerührt, bis sie stockt. Üblicherweise wird der heiße Brei auf einer Scheibe körnigen Schwarzbrotes serviert.
Da für die Herstellung eines Schmierbreis weniger Eier und Milch benötigt werden als zur Herstellung von Pfannkuchen, entstand das Gericht vermutlich aufgrund eines Mangels an Eiern und Mehl. Der Begriff Schmierbrei stammt ursprünglich aus Wermelskirchen im Bergischen Land. Insbesondere die ältere Bevölkerung verzehrt das Gericht auch heute.